# مردوخ بيل زيري
مردوخ بيل زيري هو ملك بابلي كلداني تولى حكم مملكة بابل من سنة 790-780 ق م بعد وفاة والده نينورتا أبلا العاشر، عاصر هذا الملك عصر ملكي آشور شلمنصر الثالث وشمشي أدد الخامس، كان هذا الملك خاضع لسلطة آشور بعد أن تمكن الآشوريين في عهد شمشي أدد الخامس من احتلال بابل وإنهاء حكم سلالة نبو موكين أبلي، قام هذا الملك بعدة تعميرات لمعابد أوروك وماراد، وقد تولى الحكم بعده مردوخ أبلاصر.